# Brzeziny-Kolonia
Brzeziny-Kolonia(Częstochowa) is een plaats in het Poolse district  Częstochowski, woiwodschap Silezië. De plaats maakt deel uit van de gemeente Poczesna en telt 300 inwoners.